# إذابة

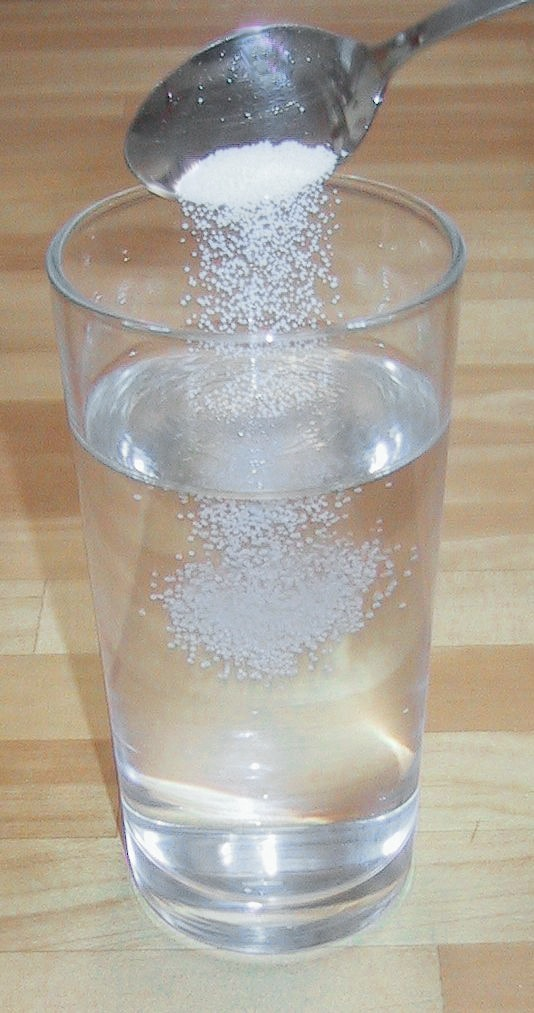
صُنع محلول ملحي عن طريق إذابة ملح الطعام (كلوريد الصوديوم) في الماء.
الملح هو «المذاب» والماء «المذيب».

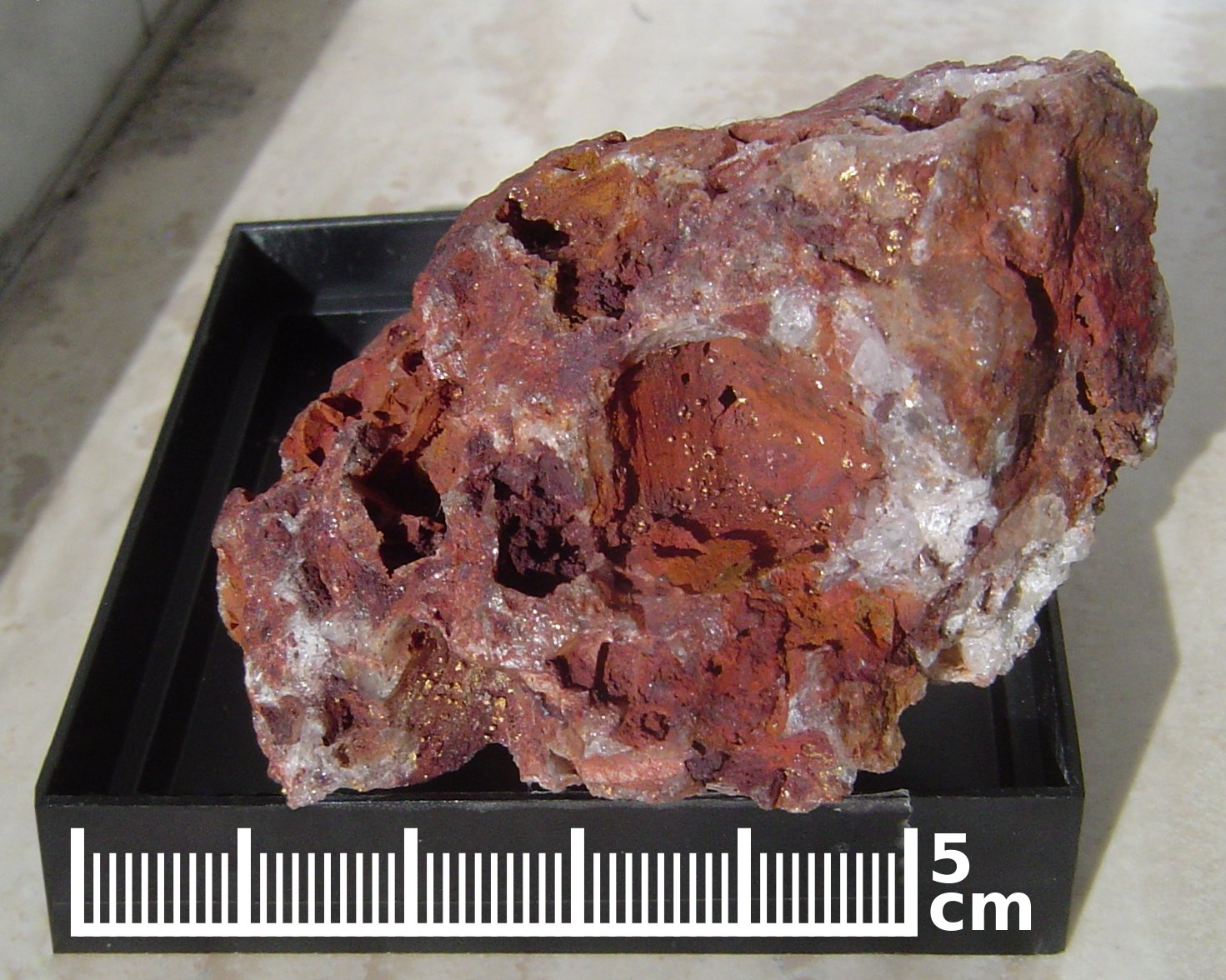
ذهب كان مُذابًا في بلورة مكعبة من البيريت، خلّفه إذابة مكعّبة البيريت ويظهر الرُكن الذي تركته.

الإذابة عملية تضيف مادة (صلبة أو سائلة أو غازية) إلى مذيب فتُشكّل المادّتين محلولًا.
- في حالة إذابة مواد صلبة، توصّف عملية الإذابة أنّها «تفكّك البنية البلورية لمكوّناتها (شوارد أو ذرات أو جزيئات منفصلة) وانتقال تلك الجسيمات إلى المادة المذيبة».
- في حالة إذابة مواد سائلة أو غازية، يجب أن يكون ثمة «توافق» بين جزيئات المُذاب والمذيب لكي تحدث إذابة.

وتُحدّد طاقات ثرموديناميكية (مثل سخانة الذوبان وإنتروبية الذوبان) نتيجة عملية الإذابة (الكمية المُذابة عند نقطة الاتزان الكيميائي التي تدلّ عليها الانحلالية) ولكنّها لا تصف العملية نفسها لأنّها عملية حركية. في الإجمالي، يجب أن تكون الطاقة الحرة الثرموديناميكية سالبة لتحدث إذابة. وبدورها، تلك الطاقات تُحدّدها تآثرات الروابط الكيميائية بأنواعها مع الروابط الموجودة في المذيب.
تتشكل المحاليل الصلبة في السبائك الفلزية، ويُحدّد مخطط الطور تكوّن تلك المحاليل وصفاتها.
عملية الإذابة ذات أهمية أساسية في وصف العديد من العمليات الطبيعية، وتنتشر تطبيقاتها:
- اختبار بالإذابة [الإنجليزية]

## إذابة المركبات الشاردية
تذوب المركبات الشاردية عندما يتفكّك المَشبك الشاردي، فتُذوّب الشوارد منفصلة. ويحدُث هذا عادةً في المذيبات القطبية (مثل الماء والأمونياك):
NaCl(s) → Na+(aq) + Cl-(aq)
وفي الأنظمة الغروانية، تتواجد الجسيمات الصغيرة المنتشرة في حالة اتزان مع المحلول المتشبع بالشوارد:
NaCl(s) {\displaystyle \rightleftharpoons } Na+(aq) + Cl-(aq)
وسلوك هذا النظام يميّزه معامل فاعلية كل مكوّن، وجداء الانحلال (المتعلق باتزان الانحلالية) التي تُعرّفها المعادلة الآتية:
{\displaystyle a_{Na^{+}}\cdot a_{Cl^{-}}=K_{sp}}
ويُصنّف الشارد حسب مقدرته أن يذوب تفضيليًا (نتيجةً لفاعليات غير متعادلة) فأحد الشاردين يُسمّى الشارد المحدد للكمون [الإنجليزية]. ويؤدي ذلك إلى حصول الجسيم الآخر على شحن سطحي [الإنجليزية] إجمالي (إمّا موجب أو سالب).

## المركبات القطبية
تذوب المواد الصلبة الأخرى بتفكك مشابكها البلورية، وقد تُمزج أو لا تُمزج في المذيب اعتمادًا على قطبيتها. وتُحدد انحلالية الأملاح الشاردية درجةُ التذاوب التي تعرضت لها الشوارد بفعل جزيئات الماء. ويتكوّن المعقد التساندي - وتلك مثال له - عندما يتبرع الماء بإلكترونات زائدة تطوف حول الأكسجين إلى الشارد.

## المبلمرات
تعتمد إذابة المبلمرات على الروابط الكيميائية الموجودة في «السلسلة الفقرية» وتوافقها مع تلك الموجودة في المذيب. ويُستخدم وسيط انحلالية هيلدبراند لحساب ذائبية المبلمرات، فإذا تقاربت قِيَم الوسيط، تزداد احتمالية حدوث الإذابة.

## السائل
تعتمد إذابة مركبات سائلة في سائل آخر على توافق الروابط الفيزيائية والكيميائية في المادة مع تلك الموجودة في المذيب. وتلعب الروابط الهيدروجينية دورًا مهمًا في الإذابة المائية.
تعتمد إذابة مركبات غازية في سوائل على تآثر روابطها مع المذيب السائل.

## معدل الإذابة
معدل أو سرعة الإذابة يعتمد على:
- طبيعة المذيب والمذاب
- درجة الحرارة (والضغط إلى حد قليل)
- درجة التشبع
- وجود عملية خلط
- مساحة السطح البيني
- وجود مثبط - مثلًا مادة ممتزة على المسطح

وقد يُعبّر عن معدل الإذابة بمعادلة نوي-ويتني أو معادلة نرنست وبرونر في صيغتها الآتية:
{\displaystyle {\frac {dm}{dt}}=A{\frac {D}{d}}(C_{s}-C_{b})}
حيث:
m - كتلة المادة المُذابة kg
t - الوقت s
A - مساحة السطح البيني بين المادة المذابة والمادة المذيبة m2
D - الانتشارية m2/s
d - سمك الطبقة الحدية للمذيب عند سطح المادة المذابة m
Cs - تركيز المادة على السطح kg/m3
Cb - تركيز المادة داخل حجم المذيب kg/m3
وإذا قيّد الانتشار الإذابةَ، يتعادل التركيز على السطح مع انحلالية المادة.
وإذا نُسب أو سُوّي (normalization) معدل إذابة مادة نقية إلى مساحة سطح الصلب (والتي تتغير مع الوقت أثناء عملية الإذابة)، تصير وحداته kg/m2s ويُسمّى «معدل الإذابة الجوهري» (intrinsic) ويُعرّفه دستور أدوية البلد.
يختلف معدل الإذابة من نظام لآخر بمقدار كبير جدًا يبلغ عدة قيم أسية. وفي الغالب، ينخفض ويعلو مع انخفاض وعلوّ الانحلالية، كما تُشير معادلة نويس-ويتني - ولكنها ليست قاعدة عامة.